# 나우 (텔레비전 채널)
나우(튀르키예어: NOW)는 튀르키예의 텔레비전 채널이다.